# Том (кіт)
Кіт Том (англ. Tom Cat) — мультиплікаційний антропоморфний кіт сіро-блакитного забарвлення, головний герой мультсеріалу «Том і Джеррі», ганяється за мишеням Джеррі.

## Опис

### Ім'я
У першому мультфільмі «Puss Gets the Boot» кота названо Джаспер. Уже починаючи з наступного короткометражного мультфільму «The Midnight Snack» кота називають тільки ім'ям Томас і його зменшувальними формами — Ті, Томмі. Повне ім'я — Томас Джеймс Джаспер Патрік[відсутнє в джерелі].

### Характер
Том є типовим домашнім котом — любить довго спати, смачно їсти, проявляє інтерес до знайомих кішечок. Своїм прямим обов'язком — ловлею мишей — займається рідко й неохоче, найчастіше після того, як його господиня посварить його за лінь. Але іноді любить полювати на дрібних тварин (мишей, рибок, пташок).
Окрім котячих інтересів, Том демонструє й цілком людські: він вміє грати на фортепіано, контрабасі, гітарі, укулеле і навіть симфонічним оркестром диригує. Вміє читати (в основному газети, але іноді читає книги), іноді слухає радіо, дивиться телевізор. Любить повеселитися на вечірках. Один раз кіт показаний викладачем. Іноді Томмі можна побачити за активним відпочинком — він грає в бейсбол, теніс, гольф, більярд, боулінг і інші види спорту, займається риболовлею, ходить на пляж купатися і засмагати. Тому не чужі шкідливі звички — він іноді палить, причому як сигари, так і сигарети, у декількох серіях напивався або показаний вже п'яним. Том святкує свята: День подяки, Різдво, День незалежності США.
У відносинах з кішками Том теж проявляє людські риси: зображує елегантного джентльмена, влаштовує романтичні вечері, співає серенади, дарує квіти, прикраси, цукерки. При цьому на особистому фронті в силу своєї інтелігентності він зазвичай програє дворовим котам, таким, як Бутч, Топсі і Блискавичний. В одній серії він програв дворовому коту Обалдую.
Том боїться привидів.
Спочатку він жив у будинку Мамці-Два-Капці в якомусь провінційному містечку (або передмісті), але в серіях Чака Джонса переїхав в особняк у Нью-Йорку, де його господарями стала молода пара — Джордж і Джоан.

## Відносини з Джеррі
Більшість мультфільмів з серії «Том і Джеррі» показують ворожнечу з мишеням Джеррі. Конфлікт виникає найчастіше через бажання Тома з'їсти мишку (іноді після наказів власників з загрозою виставити його на вулицю), або через яку-небудь капость Джеррі, або протистояння тварин починається випадково. Майже завжди в кінці мультфільму Джеррі перемагає Тома за допомогою хитрості та спритності чи за допомогою інших персонажів, наприклад, бульдога Спайка. Однак є 8 серій, де перемагає Том (наприклад, «Кіт на мільйон», «Охоронець», «Щоденник Джеррі») та 12 серій, де Том і Джеррі програють обидва (наприклад, «Кошенятко», «Киця танцює польку», «Кіт у рамці»). Як і 23 серії, де вони обоє виграють: «Ніч перед Різдвом» «Собача біда», «Миша на Манхеттені», «Старий Том», «Небесна киця», «Кіт та мишалка», «Вражене кошеня», «Біда із трійкою», «Кнопковий кіт», «Просто каченя», «Життя із Томом», «Цуцикова казка», «Неапольська миша», «Це моя мамця», «Літаюча чарівниця», «Ділові друзяки», «Хай качить», «Королівська дрімота кота», «Снігто не любить менe», «Дурію від Джеррі», «Котяча неволя», «Знуджений кіт» і «Сторож карате». Втім, у серіях «Миша на Манхеттені» і «Небесна киця» між Томом і Джеррі зовсім не відбувається абсолютно ніякої боротьби, так що їх слід вважати нейтральними. У трьох серіях Том вмирає («Мишача біда», «Небесна  киця», «Два мишкетери»), у п'яти Джеррі б'є Тома («Мишача біда», «Молочний бродяга», «Доктор Джекіл та містер Миша», «Джеррі та лев» та «Ратник мишки»). Загалом, Том ворогує з Джеррі, але іноді дружить з ним.

## Озвучення
Упродовж існування персонажа його озвучило багато осіб:
- Клеренс Неш (1940—1941) (голосові ефекти)
- Вільям Ганна (1942—1958) (голосові ефекти)
- Біллі Блетчер (Охоронець, The Zoot Cat)
- Доуз Батлер (середина 1950-х) (голосові ефекти)
- Аллен Свіфт (серії Джена Дейча) (голосові ефекти)
- Мел Бланк (серії Чака Джонса) (голосові ефекти)
- Терренс Монк (баритон у серії Чака Джонса Між котом і мишею)
- Френк Велкер (Комедійне Шоу Тома і Джері)
- Джон Стівенсон (Шоу Тома і Джері)
- Річард Кайнд (Велике кіно Тома і Джері)
- Джефф Беннетт (Том і Джеррі: Чарівне кільце)
- Білл Копп (Том і Джеррі: Політ на Марс, Том і Джеррі: Швидкий і пухнастий)
- Спайк Брандт (серія 2005 року: Карате-страж; остання серія за авторством Вільям Ганна і Джозеф Барбери)
- Ден Кастелланета (Том і Джеррі: Тремти, вусатий!; Том і Джеррі в дитинстві)
- Спайк Брандт, пізніше Дон Браун (Пригоди Тома і Джері; Дон Браун ще раз озвучить Тома в кіно Том і Джеррі: Історія про Лускунчика)

Також Том має особливі вигуки. Вони були присутні в серії Том і Джеррі: Тремти Вусатий!, яка була озвучена Вільямом Ганною. Для ефектного виконання були відрізані початок і кінець крику, залишаючи тільки найбільш голосну частину.

## Кіт Том у культурі
- Південнокорейський художник Гьюнко Лі створив проект «Animatus» — макети скелетів мультиплікаційних персонажів, серед яких є скелет кота Тома й мишеняти Джері. Скелети створені з урахуванням особливостей законів мультиплікації. Так у Тома передні лапи більше схожі на людські, ніж на котячі. Також автором композиції прийняті до уваги той рівень травм, який отримують персонажі. Скелети створені так, щоб вони могли витримувати такі деформації. Усі композиції мають латинські біномінальні назви, подібно до реальних тварин. Інсталяція скелета Тома має назву Felis Catus Animatus[32][33][34]